# María Pilar Benítez Marco
Mª Pilar Benítez Marco (Zaragoza, 1964). Tras pasar su infancia y realizar sus primeros estudios en Monegrillo y en Sobrarbe, donde tiene sus raíces familiares, se traslada a Zaragoza, lugar en el que alcanza el grado de Doctora en Filología Hispánica, por la Universidad de Zaragoza, con una Tesis Doctoral sobre el aragonés del valle de Ansó.
Es profesora de instituto y de la Universidad de Zaragoza, donde imparte materias del área de Didáctica de la Lengua y del Diploma de Especialización en Filología Aragonesa.

## Biografía
Fue asesora en el Centro de Profesores y Recursos de Huesca,donde comenzó a coordinar desde 2006 el Proyeuto d’ animazión cultural "Luzía Dueso". Escritora en aragonés y en castellano ha sido premiada en varios concursos. 
En la actualidad sus líneas de investigación se centran en la dialectología aragonesa, en especial, en el aragonés ansotano, y en dar a conocer los primeros estudios sobre el aragonés y el catalán de Aragón realizados por mujeres desde principios del siglo XX hasta los años sesenta, con especial atención a la figura de María Moliner.

## Obras

### Artículos
- "El verbo "haber" como forma no auxiliar en el ámbito aragonés" (1989)
- "Metodología para la investigación del espectáculo operístico en prensa: el caso del Eco de Aragón" (1989)
- "Rasgos fonéticos populares en la prensa escrita de Borja" (1992)
- "Aproximación al estudio lingüístico de los textos del Dance aragonés" (1992)
- "El Valle de Ansó: un ejemplo de interrelación de los medios físico, socio-económico y lingüístico" (1996)
- "Chiquez apuntes sobre l'aragonés ansotano dende a soziolingüística" (2006)
- "Textos inéditos en ansotano de Juan Francisco Aznárez" (2008)
- "Nieus Luzía Dueso Lascorz: una vida de mujer ejemplar para el aragonés" (2010)
- "Nuevos datos sobre La Morisma de Aínsa: estudio y edición de tres versiones del texto" (2010)(en coautoría con M. López Dueso)
- "Áurea Lucinda Javierre Mur (1898-1980): su ideal feminista católico" (2014)
- "El primer trabajo lexicográfico de María Moliner: su contribución al Diccionario aragonés del estudio de filología de Aragón" (2014)
- "(De)construindo o marco lechislatibo ta l´amostranza ofizial de l´aragonés" (2015)
- "El aragonés del valle de Ansó: documentación, pérdida y recuperación" (2015-2016)
- "Algunos aspectos de morfosintaxis del aragonés ansotano en el siglo XIX" (2017)
- "Mujer y lenguas propias de Aragón. Las primeras estudiosas del aragonés y del catalán de Aragón" (2020)

### Ensayo
- Contribución al estudio de la Morisma de Aínsa, Huesca, Instituto de Estudios Altoaragoneses, (1988)
- Vocabulario y Textos de Tamarite de Litera (de Pedro Grúas Naval), Tamarite de Litera, Ayuntamiento de Tamarite de Litera, (1995)
- L'Ansotano: estudio del habla del Valle de Ansó, Zaragoza, Gobierno de Aragón, (2001)
- Pos ixo. Materials ta aprender aragonés, Sabiñánigo, Comarca Alto Gállego, (2007)
- María Moliner y las primeras estudiosas del aragonés y el catalán de Aragón, Zaragoza, Rolde de Estudios Aragoneses, (2010).
- El Estudio de Filología de Aragón. Historia de una institución y de una época, Zaragoza, Institución «Fernando el Católico», (2011) (en coautoría con José Luis Aliaga Jiménez).
- El estudio de Filología de Aragón en la Diputación de Zaragoza (1915-1941). Hacia un Centro de Estudios Aragoneses, Zaragoza, Aladrada-Prensas Universitarias de Zaragoza, (2012).
- La turolense Áurea Lucinda Javierre Mur: abriendo caminos de mujer, Teruel, Instituto de Estudios Turolenses, (2017).
- Sobre la pastorada aragonesa: estudio filológico de las pastoradas en aragonés del siglo XVIII (en coautoría con Oscar Latas Alegre), Zaragoza, Prensas de la Universidad de Zaragoza, (2022).
- «Escribo estos renglons no por pentecuch»: textos en aragonés ansotano de los siglos XIX y XX, Huesca, Instituto de Estudios Altoaragoneses, (2024).

### Narrativa
- Chima. Besos rojos en el canfranero (Huesca, Comarca Alto Gállego, 2003)
- Caperucita no vivió en el Pirineo (Zaragoza, Mira, 2012).

### Poesía
- Conchunzions (Huesca, Publicazions d'o Consello d'a Fabla Aragonesa, 2016)
- Morfosintaxis humana (Zaragoza, Gobierno de Aragón, 2018)

### Premios
- Recetas de Amor para una yaya (Premio Relatos Cortos Villa de Biescas)
- Luz Coloriada de mar (Accésit IX Premio "Lo Grau")
- Cazar Charlos (Premio de Relatos "Luis del Val")
- Yo, Taresa Çuria (Premio literario Villa de Siétamo)
- Tiempos de Morisma (Finalista I Certamen de Relatos Breves de Aínsa).
- La coleccionista de palabras (II Concurso Relatos "María Moliner").
- Cenicienta en Plandibón (Premio "Baños de Panticosa").
- Conchunzions (Accésit Premio "Ana Abarca de Bolea").
- Morfosintaxis humana (Premio "Miguel Labordeta")